# Laurent Crost
Laurent Crost, né le 5 mai 1970, est un judoka français.

## Carrière
Il remporte la médaille de bronze des Mondiaux militaires de 1992 à Séoul en plus de 95 kg.
Il est sacré champion d'Europe toutes catégories en 1994 à Gdańsk. La même année, il remporte l'or aux Championnats du monde par équipes de judo Paris, obtenant le point décisif, et le bronze aux Championnats d'Europe par équipes de judo à La Haye. Il conserve le bronze aux Championnats d'Europe par équipes de 1995 à Trnava et est sacré champion de France des plus de 95 kg cette année-là.
En 1996, il est médaillé d'or aux Championnats d'Europe par équipes à Saint-Pétersbourg et conserve son titre national en plus de 95 kg.
Il est médaillé d'argent aux Championnats d'Europe par équipes de 1997 à Rome.